# هنري فوستر آدامز
هنري فوستر آدامز (بالإنجليزية: Henry Foster Adams)‏ هو عالم نفس أمريكي، ولد في 1882، وتوفي في 1973.